# ぱつんぱつん
『ぱつんぱつん』は、グループ魂のアルバム。

## 収録曲
1. 七人のParty
（作詞・作曲：宮藤官九郎）
2. アイサツはハイセツよりタイセツ
（作詞：宮藤官九郎　作曲：富澤タク）
3. High School
（作詞：宮藤官九郎　作曲：富澤タク）
4. ぱっつん1
  - タイトルは『鶴ちゃんのプッツン5』にちなむ[1]。
5. 有名になりたい
（作詞：宮藤官九郎　作曲：富澤タク）
6. アイス食べたい
（作詞：宮藤官九郎　作曲：小園竜一）
7. 沖縄行きたい
（作詞：宮藤官九郎　作曲：三宅弘城）
8. 片付けられない7Days 〜グループ魂に杏子が〜
（作詞：宮藤官九郎　作曲：富澤タク）
  - BARBEE BOYSの「なんだったんだ?7DAYS」のオマージュ[1]。
9. センチメンタル☆トランジスタ☆お父さん Go！Go！天国
（作詞：宮藤官九郎　作曲：富澤タク）
10. ぱっつん2
11. SHIKAN
（作詞・作曲：宮藤官九郎）
12. CBGB
（作詞：宮藤官九郎　作曲：三宅弘城）
13. 子供って臭いね
（作詞：宮藤官九郎　作曲：富澤タク）
14. ぱっつん3
15. 筋肉PUNX〜三宅弘城40歳記念ソング〜
（作詞：宮藤官九郎　作曲：三宅弘城）
16. スシ喰うな!
（作詞：宮藤官九郎　作曲：富澤タク）
  - INUの「メシ喰うな!」とシブがき隊の「スシ食いねェ!」のパロディ[2]。
17. 欧陽菲菲 〜グループ魂に横山剣(クレイジーケンバンド)も〜
（作詞・作曲：横山剣）
18. ぱっつん4
19. ブログやめました
（作詞：宮藤官九郎　作曲：富澤タク）
20. パッとしねえ
（作詞：宮藤官九郎　作曲：富澤タク）
21. 勃発！バンド内抗争 〜グループ魂にスチャダラパーまで〜
（作詞：宮藤官九郎・スチャダラパー　作曲：富澤タク・スチャダラパー）
22. お・の・れ ローテンションガール
（作詞：宮藤官九郎　作曲：富澤タク）
23. あの娘俺が歯列矯正したからってあんな顔するとはな
（作詞：宮藤官九郎　作曲：三宅弘城）
  - タイトルは岡村靖幸の「あの娘ぼくがロングシュート決めたらどんな顔するだろう」のパロディだが、曲は頭脳警察の「指名手配された犯人は殺人許可証を持っていた」を意識している[2]。
24. オクサーヌ
（作詞・作曲：宮藤官九郎）
25. ぱっつん5
26. おかあさん
（作詞・作曲：宮藤官九郎）
27. くん兄さんVSアン姉さん
（作詞：宮藤官九郎　作曲：三宅弘城）